# قائمة أنواع الغابات المعينة رسميا

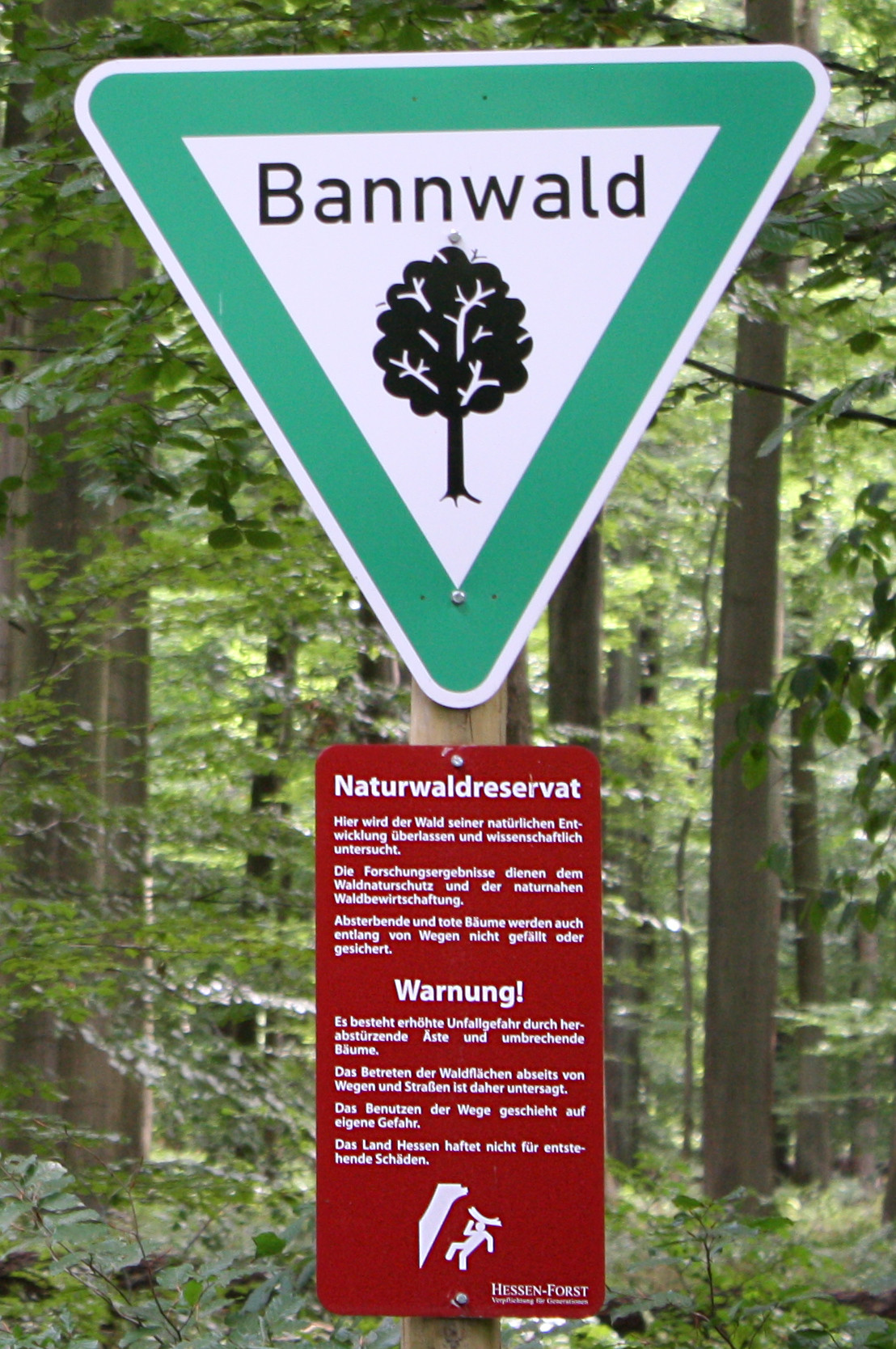
بانوالد، غابة محمية، ألمانيا

هذه قائمة بأنواع الغابات المعينة رسميًا، كما هي مؤسسية في جميع أنحاء العالم. وهي منظمة في ثلاث قوائم فرعية: ملكية الغابة، وحالة الحماية، والاستخدام المخصص.

## حسب الملكية

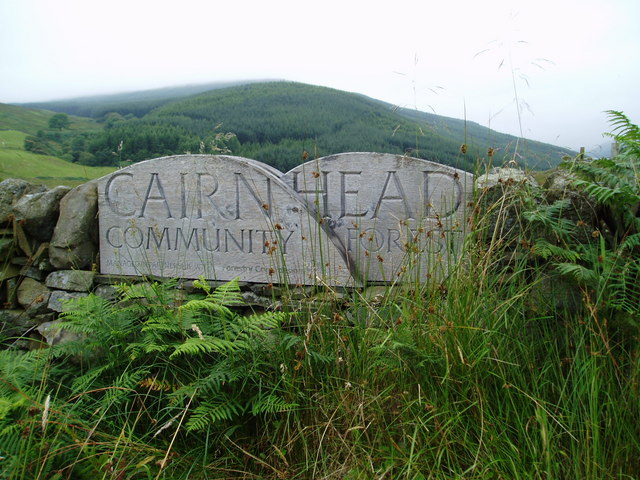
غابة مجتمع كايرنهيد، المملكة المتحدة

- غابات الكنيسة في إثيوبيا - غابات مقدسة محمية حول الكنائس الريفية[1]
- غابة المجتمع
- غابات المجتمع في إنجلترا
- غابة المقاطعة
- أرض التاج
- غابات البلدية
- غابة وطنية
- الغابة الوطنية (البرازيل)- نوع من المناطق المحمية ذات الاستخدام المستدام
- الغابة الوطنية (إنجلترا)- "مشروع بيئي في وسط إنجلترا" تدعمه الحكومة
- الغابة الوطنية (فرنسا)- غابة مملوكة للدولة الفرنسية، نشأت بموجب مرسوم مولين لعام 1566
- National Forest (الولايات المتحدة)- تصنيف الأراضي الفيدرالية في الولايات المتحدة
- الاحتياطي القومي- التعيين القانوني في الولايات المتحدة، بدءًا من عام 1978[2]
- غابة خاصة
- غابة الشركات
- أراضي حرجية خاصة غير صناعية
- برنامج مساعدة ملاك الأراضي الخاص- فئة من برامج المساعدة الحكومية الأمريكية للحفاظ على الحياة البرية وتطويرها وتحسينها وحمايتها
- احتياطي خاص
- محمية غابات خاصة
- محمية أخشاب خاصة (تسمانيا)
- محمية طبيعية خاصة
- غابة إقليمية- تديرها أو تحميها وكالة تابعة لمقاطعة؛ يختلف حسب الاختصاص
- غابات المقاطعات (مانيتوبا)
- الغابة الملكية- مساحة من الأرض ذات معان مختلفة؛ ليس بالضرورة مشجرة بكثافة
- غابة الولاية- تدار أو تحميها وكالة تابعة للولاية ؛ يختلف حسب الاختصاص
- الغابات القبلية- التي تملكها و/ أو تسيطر عليها و/ أو تستخدمها مجموعة أصلية أوقبلية (معترف بها رسميًا)

## حسب حالة الحماية

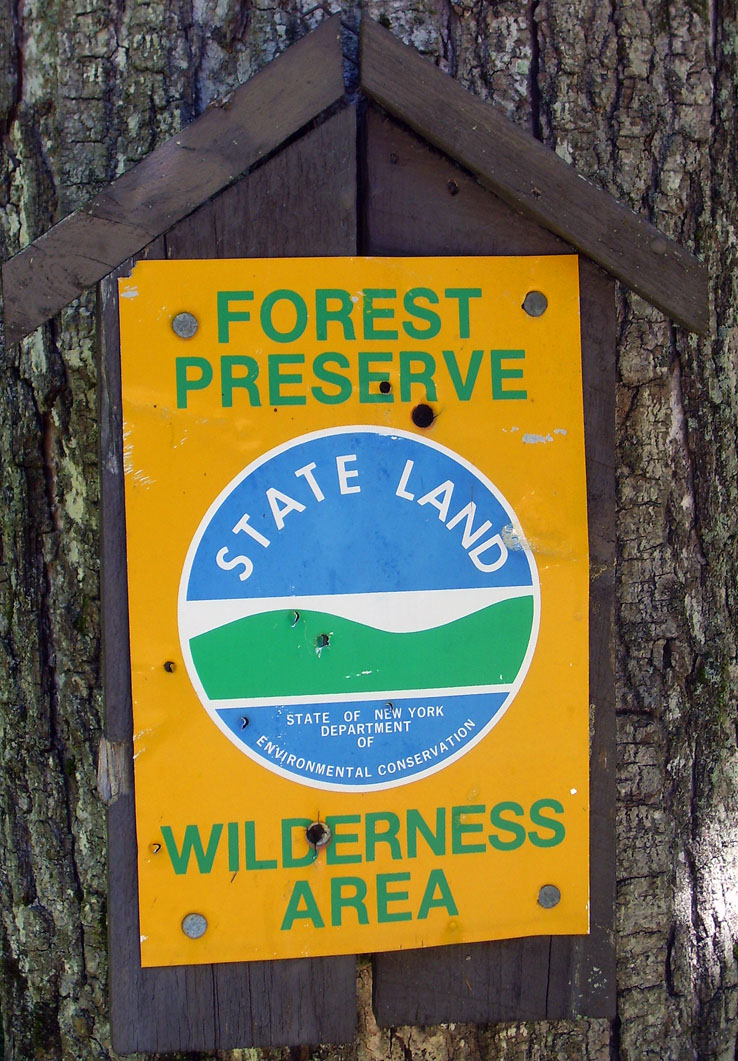
محمية غابات ولاية نيويورك

- غابة قديمة- تسمية رسمية مستخدمة في المملكة المتحدة
- غابات قديمة شبه طبيعية (ASNW) - تتكون من أنواع شجرية أصلية غير مزروعة بشكل واضح
- بانوالد- منطقة غابات محمية في أجزاء من ألمانيا والنمسا
- محمية المحيط الحيوي- كما حددتها اليونسكو
- احتياطي بيولوجي
- احتياطي الحفظ- مستخدم في برنامج احتياطي الحفظ في الولايات المتحدة
- دائرة الغابات- منطقة إدارية تشمل الغابات المحمية أو التي تديرها الموارد، وتستخدم في الهند وباكستان وبنغلاديش
- قسم الغابات- تقسيم فرعي غير متداخل لدائرة الغابات، يستخدم في الهند وباكستان وبنغلاديش
- فورست بارك (غامبيا )، كما هو الحال في منتزه غابة دوبو ، حديقة فابا فورست، Finto Manereg Forest منتزه، إلخ.
- محمية غابات، تكريس رسمي للأراضي المملوكة للدولة داخل منتزهات حديقة أديرونداك وحديقة كاتسكيل المحددة دستوريًا في ولاية نيويورك الأمريكية، والمطلوب الاحتفاظ بها إلى الأبد.
- منطقة الغابات المحمية - التعيين الرسمي للاتحاد الدولي لحفظ الطبيعة واللجنة العالمية للمناطق المحمية[3]
- نطاق الغابات - قسم فرعي غير متداخل لتقسيم الغابات، يستخدم في الهند وباكستان وبنغلاديش
- محمية غابة أو محمية
- محمية الغابات الترفيهية، مثل محمية الغابات الترفيهية في فونتنهانس، الأزور
- منطقة برية عالية التنوع البيولوجي- تصنيف الاتحاد الدولي للحفاظ على الطبيعة
- منطقة ذات قيمة حفظ عالية- طورها مجلس رعاية الغابات كوسيلة لتحديد المناطق ذات القيمة البيئية أو الاجتماعية الاقتصادية أو التنوع البيولوجي أو المناظر الطبيعية المحددة للاستخدام ضمن أنظمة إصدار شهادات إدارة الغابات
- غابة ذات قيمة حفظ عالية- تصنيف FSC للغابات التي تفي بالمعايير المحددة في "مبادئ ومعايير الإشراف على الغابات"
- المناظر الطبيعية للغابات السليمة- مصطلح طورته المنظمات غير الحكومية يستخدم في مراقبة الغابات
- غابة قديمة النمو - في أستراليا، فئة الحماية الرسمية في اتفاقية الغابات الإقليمية
- محمية التراث الطبيعي الخاصة- التسمية المستخدمة في البرازيل
- غابة محمية- تستخدم في كمبوديا والهند
- المناظر الطبيعية المحمية- المستخدمة في جمهورية التشيك
- غابة محمية- تستخدم لتعيين مناطق الغابات المحمية في الهند البريطانية؛ تستخدم اليوم في بنغلاديش والهند وكازاخستان وباكستان للإشارة إلى الغابات الممنوحة درجة خاصة من الحماية
- الغابات المحجوزة والغابات المحمية في الهند
- غابات باكستان المحمية والمحجوزة
- بستان مقدس - محمي في غانا ونيجيريا وربما في أماكن أخرىبساتين الهند المقدسة

## حسب الاستخدام المعين
- دهيسا - الأراضي التي تستخدم نظام اجروسيلفوباستورال معين في إسبانيا والبرتغال
- مظاهرة الغابة
- الغابة التجريبية- التعيين الرسمي الذي تستخدمه خدمة الغابات بالولايات المتحدة[4]
- موقع المراقبة المكثفة- التعيين الرسمي الذي تستخدمه دائرة الغابات بالولايات المتحدة[4]
- موقع بحث بيئي طويل المدى
- الغابات النموذجية- التعيين الرسمي الذي تستخدمه منظمة الأغذية والزراعة[5] وشبكة الغابات النموذجية الدولية[6]
- أراضي حرجية خاصة غير صناعية - أراضي حرجية صغيرة مملوكة للعائلة ومنتجة للأخشاب
- غابة الإنتاج
- حماية الغابات- الغابات التي تخفف أو تمنع تأثير الأخطار الطبيعية ؛ التعيين في فرنسا وألمانيا وإيطاليا وسويسرا ( Schutzwald) وأماكن أخرى في أوروبا، لا سيما في المناطق الجبلية (على سبيل المثال كحماية ضد الانهيارات الجليدية)
- غابة البحوث
- البحث في المنطقة الطبيعية- التعيين الرسمي الذي تستخدمه دائرة الغابات بالولايات المتحدة[4]

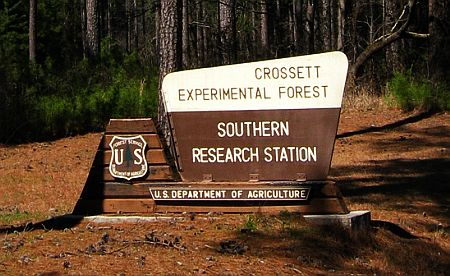
غابة Crossett التجريبية، أركنساس، الولايات المتحدة الأمريكية

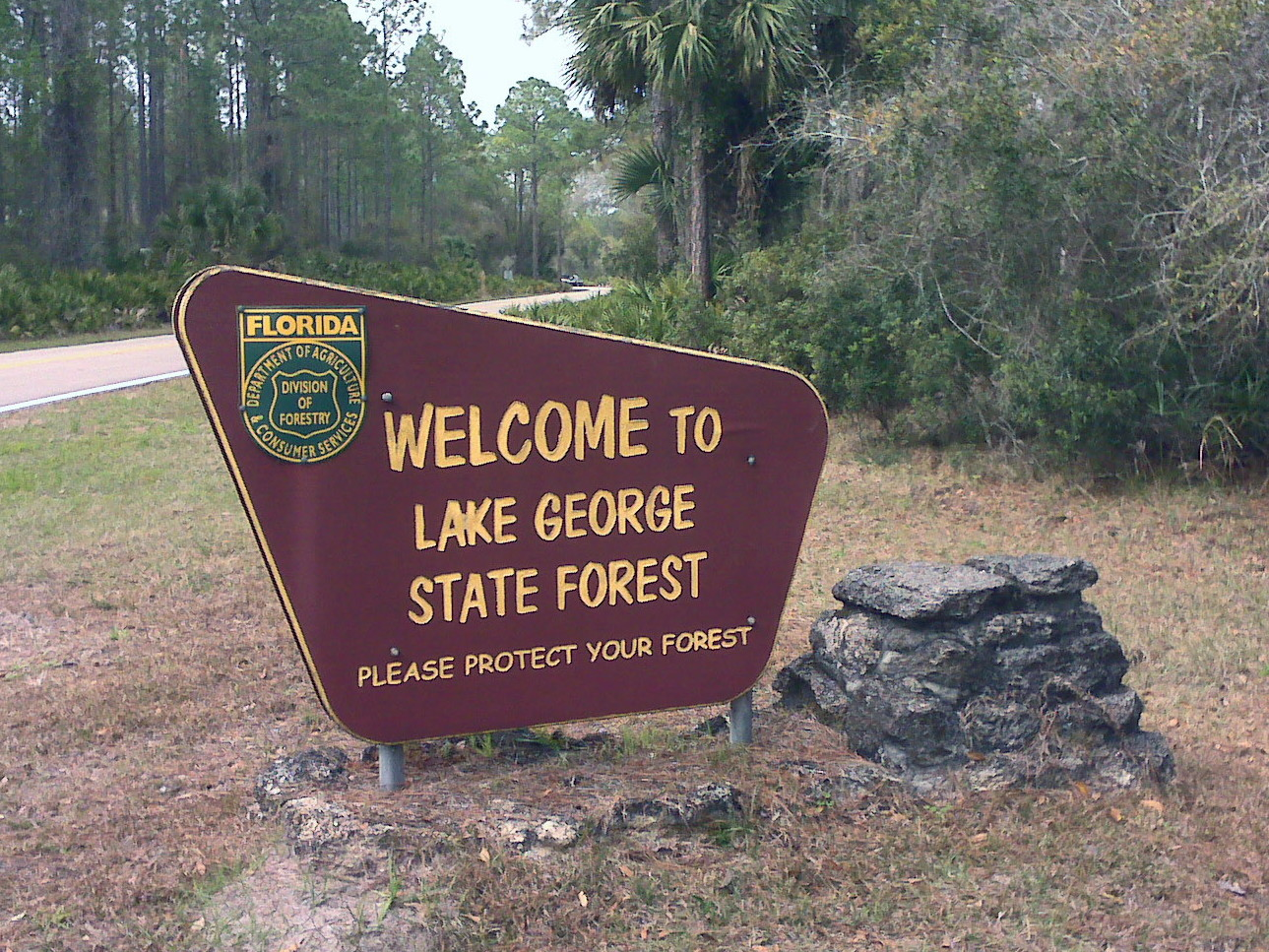
غابة بحيرة جورج ستيت، فلوريدا، الولايات المتحدة الأمريكية

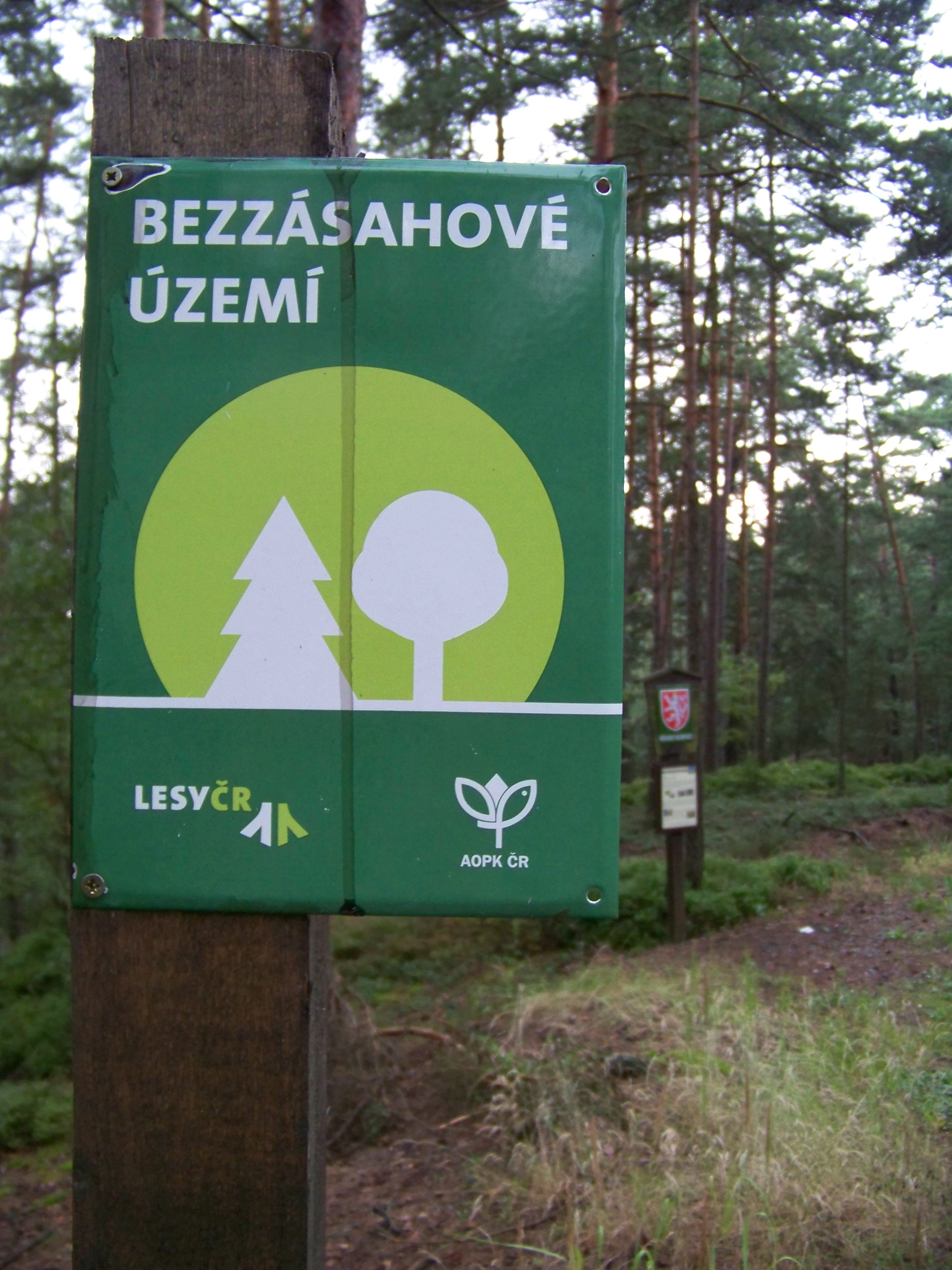
منطقة المناظر الطبيعية المحمية في كوكوتشينسكو ، جمهورية التشيك

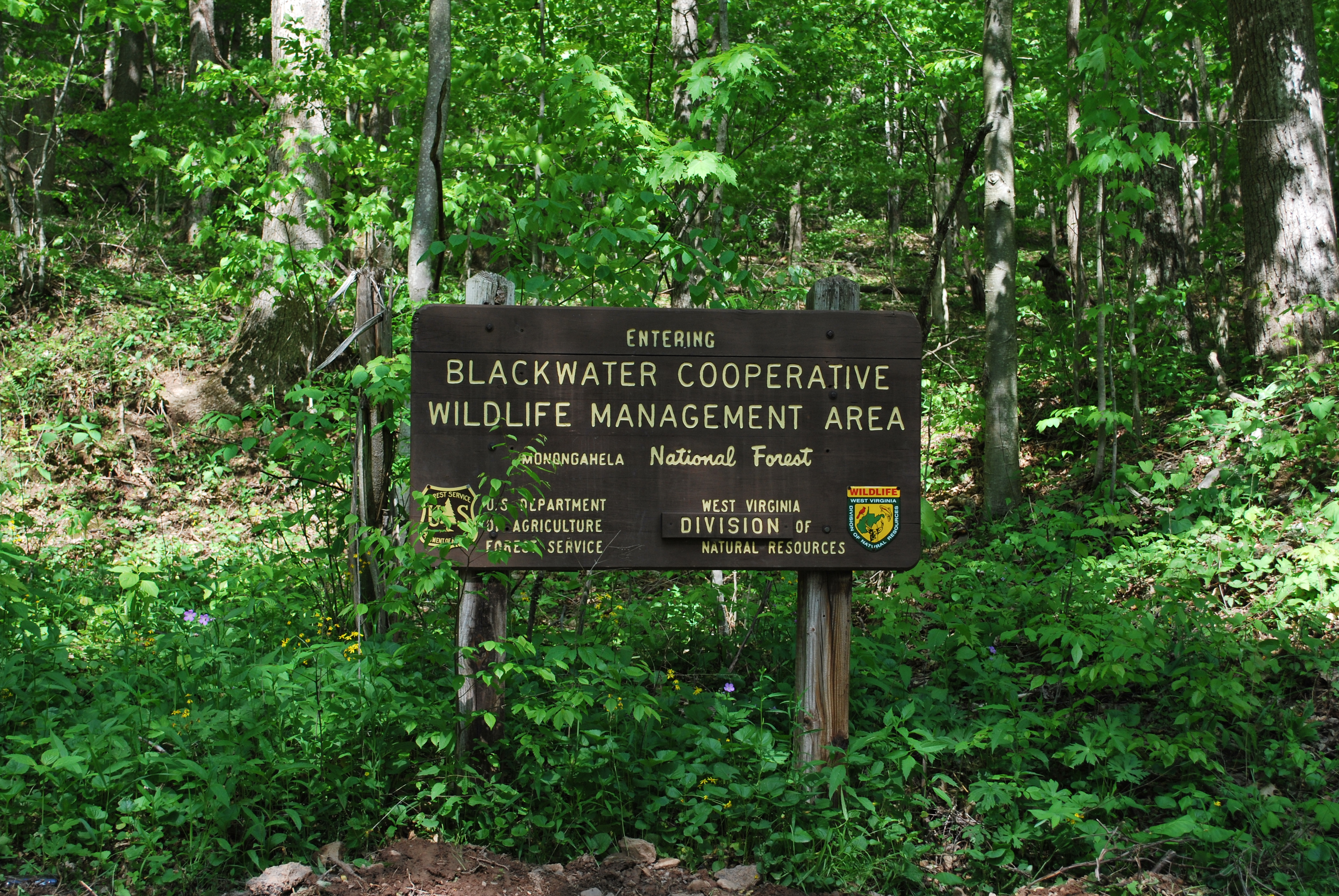
منطقة إدارة الحياة البرية، فيرجينيا الغربية، الولايات المتحدة الأمريكية

- تعليم الغابة